# Dicranomyia (Dicranomyia) brevivena capra
Dicranomyia (Dicranomyia) brevivena capra is een ondersoort van de tweevleugelige Dicranomyia (Dicranomyia) brevivena uit de familie steltmuggen (Limoniidae). De ondersoort komt voor in het Neotropisch gebied.